# 영월초등학교 팔괴분교
영월초등학교 팔괴분교는 대한민국 강원특별자치도 영월군 영월읍 팔괴리 327에 있었던 공립 초등학교이다.

## 학교 연혁
- 1953.09.04. 흥월국민학교 팔괴분교장 설립인가
- 1969.03.05. 팔괴국민학교로 승격
- 1995.03.01. 영월국민학교 팔괴분교장으로 변경
- 1996.03.01. 영월초등학교 팔괴분교로 명칭 개정
- 1997.03.01. 폐교, 영월초등학교로 통합